# Luithard
Luithard (altdt. liut „Volk“ und harti „hart“ oder lat. Luithardus; eigentlich Liuthard, lat. Liuthardus; * unbekannt; † 887 in Paderborn) war der dritte Bischof von Paderborn (862–887).
Luithard nahm wichtige Stifts- und Klostergründungen vor, so 863 Niggenkerken bei Höxter. 864 fand die Reliquientranslation des hl. Liutrudis von Châlons nach Niggenkerken statt. Er nahm 868 an der Synode von Worms teil, die langwirkende kirchenrechtliche Beschlüsse fasste. Außerdem gelang es ihm dort, ein Privileg zur Gründung des „Hochadeligen kaiserlichen freiweltlichen Damenstifts Heerse“ zu erwirken, das die Missionstätigkeit in Sachsen unterstützen sollte.
Während Luithards Amtszeit wurde das junge Bistum in Sachsen weiter gestärkt. 885 übertrug der römische Kaiser und ostfränkische König Karl III. dem Paderborner Domklerus das Recht der freien Bischofswahl.